# 尊嚴複數
尊嚴複數（拉丁語：pluralis majestatis），又譯權能性的複數，是一種語言用法，一個在社會上擁有高位階的人在說話時，以複數代詞來借指自己。這個人可能是擁有政權的政治領導者（國王、皇帝或蘇丹），或是宗教領袖（主教或教宗）。這種用法常見於傳統的歐洲及中東。

## 概論
猶太教為一神論，信仰單一的上帝，雅威，但在希伯來聖經中，常以複數名詞，如埃洛希姆、伊勒沙代等，來稱呼之。許多基督教神學家，如希波的奥古斯丁，常以尊嚴複數的觀念來解釋這種用法，認為這符合三位一體的教義。
這個用法在12世紀時傳入英國，亨利二世是第一個在文獻中使用這種語法的英格蘭國王；因君權神授說，所以用 “we” 來代表“上帝和我”。
在現代，尊嚴複數的用法仍然保持，例如，在報章中，常用英語：，作為撰筆記者的自身代稱，這又被稱為。

## 中文的相近现象
汉语并无性时数格这类的词形变化，因此并不會像前文所述一样用单数变复数的方法来标识自己的高地位，但漢語中有“朕”、「孤」、「寡人」、「不穀」等君主專用的第一人稱代词，秦始皇之後以「朕」最為普遍。